# Estonie au Concours Eurovision de la chanson 2001
L'Estonie a participé au Concours Eurovision de la chanson 2001 le 12 mai à Copenhague, au Danemark. C'est la 7e participation et 1re victoire de l'Estonie au Concours Eurovision de la chanson.
Le pays est représenté par Tanel Padar, Dave Benton et 2XL et la chanson Everybody, sélectionnés au moyen de l'Eurolaul 2001.

## Sélection

### Eurolaul 2001
Le radiodiffuseur estonien, Eesti Televisioon (ETV), organise la 8e édition de l'Eurolaul pour sélectionner l'artiste et la chanson représentant l'Estonie au Concours Eurovision de la chanson 2001.
La finale nationale, présentée par Marko Reikop (en), a lieu le 3 février 2001 aux studios de l'ERR à Tallinn. Les chansons sont toutes interprétées en anglais.
Lors de cette sélection, c'est la chanson Everybody, interprétée par  Tanel Padar, Dave Benton et 2XL, qui fut choisie.

#### Finale
| Ordre | Artiste                        | Chanson                  | Traduction                | Points | Place |
| ----- | ------------------------------ | ------------------------ | ------------------------- | ------ | ----- |
| 1     | Soul Control                   | Life Is a Beautiful Word | Vie est un mot magnifique | 60     | 5     |
| 2     | Iris                           | Sounds of the Sea        | Les sons de la mer        | 62     | 4     |
| 3     | Maian Kärmas (en)              | The Right Way            | La bonne voie             | 51     | 6     |
| 4     | Hillar Vimberg (et)            | Cat Story                | Histoire de chat          | 29     | 8     |
| 5     | Kadi Toom (et)                 | A Little Chance          | Une petite chance         | 64     | 3     |
| 6     | Yvetta Raid                    | Smile                    | Souris                    | 31     | 7     |
| 7     | Tanel Padar, Dave Benton & 2XL | Everybody                | Tout le monde             | 77     | 1     |
| 8     | Liisi Koikson (et)             | Someday                  | Un jour                   | 66     | 2     |

## À l'Eurovision

Points attribués à l'Estonie au Concours Eurovision de la chanson 2001.

### Points attribués par l'Estonie
| 12 points | Danemark  |
| 10 points | France    |
| 8 points  | Lettonie  |
| 7 points  | Suède     |
| 6 points  | Grèce     |
| 5 points  | Slovénie  |
| 4 points  | Russie    |
| 3 points  | Espagne   |
| 2 points  | Malte     |
| 1 point   | Allemagne |

### Points attribués à l'Estonie
| 12 points                                                                                     | 10 points                                 | 8 points                              | 7 points  | 6 points          |
| --------------------------------------------------------------------------------------------- | ----------------------------------------- | ------------------------------------- | --------- | ----------------- |
| - Grèce - Lettonie - Lituanie - Malte - Pays-Bas - Pologne - Royaume-Uni - Slovénie - Turquie | - Allemagne - Irlande - Islande - Norvège | - Danemark - Espagne - France - Suède |           | - Israël - Russie |
| 5 points                                                                                      | 4 points                                  | 3 points                              | 2 points  | 1 point           |
|                                                                                               | - Bosnie-Herzégovine                      |                                       | - Croatie |                   |

Tanel Padar, Dave Benton et 2XL interprètent Everybody en 20e position, suivant l'Allemagne et précédant Malte. 
Au terme du vote final, l'Estonie termine 1re sur les 23 pays participants, ayant obtenu 198 points de la part de 21 pays,.